# Ann Karindi Mwangi
Ann Karindi Mwangi (* 8. Dezember 1988 im Laikipia District) ist eine kenianische Mittel- und Langstreckenläuferin.
2009 wurde sie bei den Crosslauf-Weltmeisterschaften in Amman Siebte und gewann mit der kenianischen Mannschaft Gold. 2010 siegte sie, außer Konkurrenz startend, bei den japanischen Meisterschaften über 5000 m und wurde bei den Leichtathletik-Afrikameisterschaften in Nairobi Sechste über 1500 m.
Sie lebt in Japan und startet für das Firmenteam von Yutaka Giken.

## Persönliche Bestzeiten
- 1500 m: 4:06,58 min, 10. Juli 2010, Gateshead
- 3000 m: 8:43,54 min, 3. Mai 2009, Fukuroi
- 5000 m: 15:15,19 min, 8. Mai 2010, Osaka